# Тотожність Капеллі
Тотожність Капеллі — аналог матричного співвідношення {\displaystyle \mathrm {det} (AB)=\mathrm {det} (A)\,\mathrm {det} (B)} для диференціальних операторів з некомутуючими елементами, пов'язаних з представленням алгебри Лі {\displaystyle {\mathfrak {gl}}_{n}}. Використовується для співвіднесення інваріанта {\displaystyle {\mathsf {f}}} з інваріантом {\displaystyle \Omega {\mathsf {f}}}, де {\displaystyle \Omega } — це {\displaystyle \Omega }-процес Келі. Названо за іменем Альфредо Капеллі, який встановив цей результат в 1887 році.

## Формулювання
Нехай {\displaystyle x_{ij}} для {\displaystyle i,j=1,\dots ,n} — комутуючі змінні і {\displaystyle E} — поляризаційний оператор:
{\displaystyle E_{ij}=\sum _{a=1}^{n}x_{ia}{\frac {\partial }{\partial x_{ja}}}}.
Тотожність Капеллі стверджує, що такі диференціальні оператори, виражені як визначники, рівні:
{\displaystyle {\begin{vmatrix}E_{11}+n-1&\cdots &E_{1,n-1}&E_{1n}\\\vdots &\ddots &\vdots &\vdots \\E_{n-1,1}&\cdots &E_{n-1,n-1}+1&E_{n-1,n}\\E_{n1}&\cdots &E_{n,n-1}&E_{nn}+0\end{vmatrix}}={\begin{vmatrix}x_{11}&\cdots &x_{1n}\\\vdots &\ddots &\vdots \\x_{n1}&\cdots &x_{nn}\end{vmatrix}}{\begin{vmatrix}{\frac {\partial }{\partial x_{11}}}&\cdots &{\frac {\partial }{\partial x_{1n}}}\\\vdots &\ddots &\vdots \\{\frac {\partial }{\partial x_{n1}}}&\cdots &{\frac {\partial }{\partial x_{nn}}}\end{vmatrix}}.}
Обидві сторони цієї рівності - диференціальні оператори. Визначник в лівій частині має некомутуючі елементи, і при розкладанні зберігає порядок своїх множників зліва направо. Такий визначник часто називають визначником за стовпцями, так як він може бути отриманий за рахунок розкладання визначника за стовпцями, починаючи з першого стовпчика. Це може бути формально записано як
{\displaystyle \det(A)=\sum _{\sigma \in S_{n}}\operatorname {sgn}(\sigma )A_{\sigma (1),1}A_{\sigma (2),2}\cdots A_{\sigma (n),n},}
де в добутку першими йдуть елементи з першого стовпчика, потім з другого і так далі. Визначник в другому множнику правої частини рівності є Омега процес Келі, а в першому — визначник Капеллі.
Оператори Eij можуть бути записані в матричній формі:
{\displaystyle E=XD^{t},}
де {\displaystyle E,X,D} — матриці з елементами Eij, xij, {\displaystyle {\frac {\partial }{\partial x_{ij}}}} відповідно. Якщо всі елементи в цих матрицях комутують, тоді очевидно {\displaystyle \det(E)=\det(X)\det(D^{t})}. 